# Мейсън Раян
Бари Грифитс (роден на 13 януари 1982 г.) е уелски професионален кечист по известен като Мейсън Раян също така той е подписал договор със световната федерация по кеч в шоуто първична сила.
- Интро песни
  - Grizzly By Jim Johnston (FCW) (2007 – 2010)
  - Here And Now Or Never (Instrumental) By The Heroes Lie (WWE) (Септември 2011-момента)

## Завършващи движения
- House Of Pain (Sitout Side Slam)
- Full Nelson Followed By A Full Nelson Slam
- Big Boot
- Clothesline
- Military Press
- Shoulder Block
- Pumphandle Slam

### Титли и отличия
- Про Kеч (Pro Wrestling Illustrated)
  - PWI го класира #119 от 500-те най-добри кечисти в PWI 500 през 2011 г.

- Световната федерация на флорида (Florida Championship Wrestling)
  - Титлата в тежка категория на FCW (FCW Heavyweight Championship) – 1 път